# Abdullah Al-Enezi
Abdullah Mutlaq Al-Dahmashi Al-Enezi (20 de setembro de 1990) é um futebolista profissional saudita que atua como goleiro.

## Carreira
Abdullah Al-Enezi representou a Seleção Saudita de Futebol na Copa da Ásia de 2015.